# Jamboree On The Internet
Jamboree On The Internet（ジャンボリー・オン・ジ・インターネット、略称：JOTI）とは、ボーイスカウト活動の一つで、世界中のスカウトやリーダーたちとインターネットを通じて交流する国際行事である。

## 概要
日本では、ボーイスカウト日本連盟から掲示板が用意されるので、そこに自己紹介等を投稿してコミュニケーションをとる。また、IRCソフトによるチャットも用意されている。
また、日本国外ではチャットのウェブゲートも設置されていて、IRCソフトを利用しなくても簡単にチャットが楽しめる。
また隊や団、地区のウェブサイトに、掲示板やチャット等を設置しているケースもある。

## 歴史

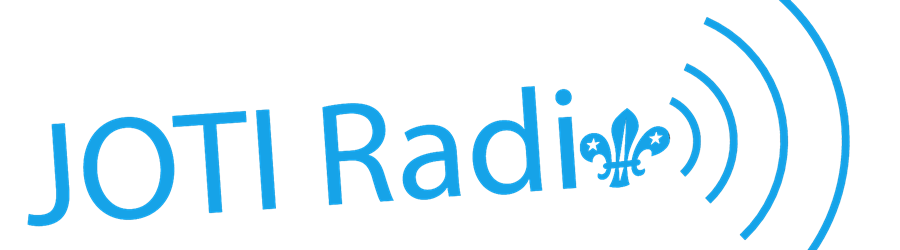
JOTI Radioのロゴ

インターネットが世界に普及する以前からもJOTA（ジャンボリー・オン・ジ・エア）と呼ばれる、アマチュア無線で他のスカウト・リーダーと交流する催しが例年行われていた。しかし、無線免許証を所持していないスカウトが世界には多くいたことから、どんなスカウトでも参加できるようにと1996年に試験的に実施された。翌1997年には世界スカウト機構の公式国際行事として認定された。

## 日時
毎年一度、10月第3金曜日・土曜日・日曜日の計72時間行われる。これは世界共通だが、各国によって時差が生じるので、それぞれの国によってずれが生じる場合がある。
また、2007年はJOTA50周年記念として、例年より2時間延長して計50時間行われた。